# Jacob Bryant
Jacob Bryant (ur. 1715 w Plymouth, zm. 1804 w Cippenham koło Windsoru) – brytyjski pisarz, mitograf oraz znawca starożytności.
Przekonania Bryanta miały charakter judeocentryczny. Początek wszelkich wierzeń pogańskich, w tym również mitologii greckiej, widział on w Biblii Starego Testamentu. Przykładowo w A New System (1774-1776) doszukiwał się korzeni biblijnych (Księga Rodzaju) w mitologiach świata. Pisywał także na tematy teologiczne, literackie oraz polityczne.

## Prace (wybór)
- Observations and Inquiries relating to various Parts of Ancient History (1767).
- A New System, or an Analysis, of Ancient Mythology, wherein an attempt is made to divest Tradition of Fable, and to reduce Truth to its original Purity (1774-1776).
- Vindication of the Apamean Medal (1775), which obtained the support of the great numismatist Eckhel.
- An Address to Dr Priestley upon his Doctrine of Philosophical Necessity (1780).
- Vindiciae Flavianae, a Vindication of the Testimony of Josephus concerning Jesus Christ (1780).
- Observations on the Poems of Thomas Rowley, in which the Authenticity of those Poems is ascertained (1781).
- Treatise upon the Authenticity of the Scriptures, and the Truth of the Christian Religion (1792).
- Observations upon the Plagues inflicted upon the Egyptians (1794).
- Observations on a Treatise, entitled Description of the Plain of Troy, by Mr de Chevalier (1795).
- A Dissertation concerning the War of Troy, and the Expedition of the Grecians, as described by Homer, with the view of showing that no such expedition was ever undertaken, and that no such city as Phrygia existed (1796).
- The Sentiments of Philo Judaeus concerning the Λόγος or Word of God (1797).